# Sidi Youssef Ben Ahmed
Sidi Youssef  Ben Ah (franska: Sidi Youssef  Ben Ah (CR), Sidi Youssef  Ben Ah (Commune Rurale), arabiska: ودكة) är en kommun i Marocko.   Den ligger i provinsen Sefrou och regionen Fès-Meknès, i den nordöstra delen av landet, 190 km öster om huvudstaden Rabat. Antalet invånare är 11 292.